# Adéla Škrdlová
Adéla Škrdlová (* 16. února 2001 Třebíč) je česká lední hokejistka,

## Kariéra
Adéla Škrdlová od roku 2011 hraje za tým mladších žáků SK Horácká Slavia Třebíč, od roku 2014 pak hraje za tým staršího dorostu v chlapeckém týmu. Od roku 2015 působí v HC Cherokees Brno v lize žen – divizi B, do té doby působila v týmu HLC Bulldogs Brno v téže lize a v nižších ligách v celku HC Cherokees.
Od roku 2015 se účastní zápasů české ženské hokejové reprezentace.
V roce 2017 se zúčastnila ženského mistrovství světa v ledním hokeji.